# Austrocactus bertinii
Austrocactus bertinii là một loài thực vật có hoa trong họ Cactaceae. Loài này được (Cels) Britton & Rose mô tả khoa học đầu tiên năm 1922.

## Hình ảnh

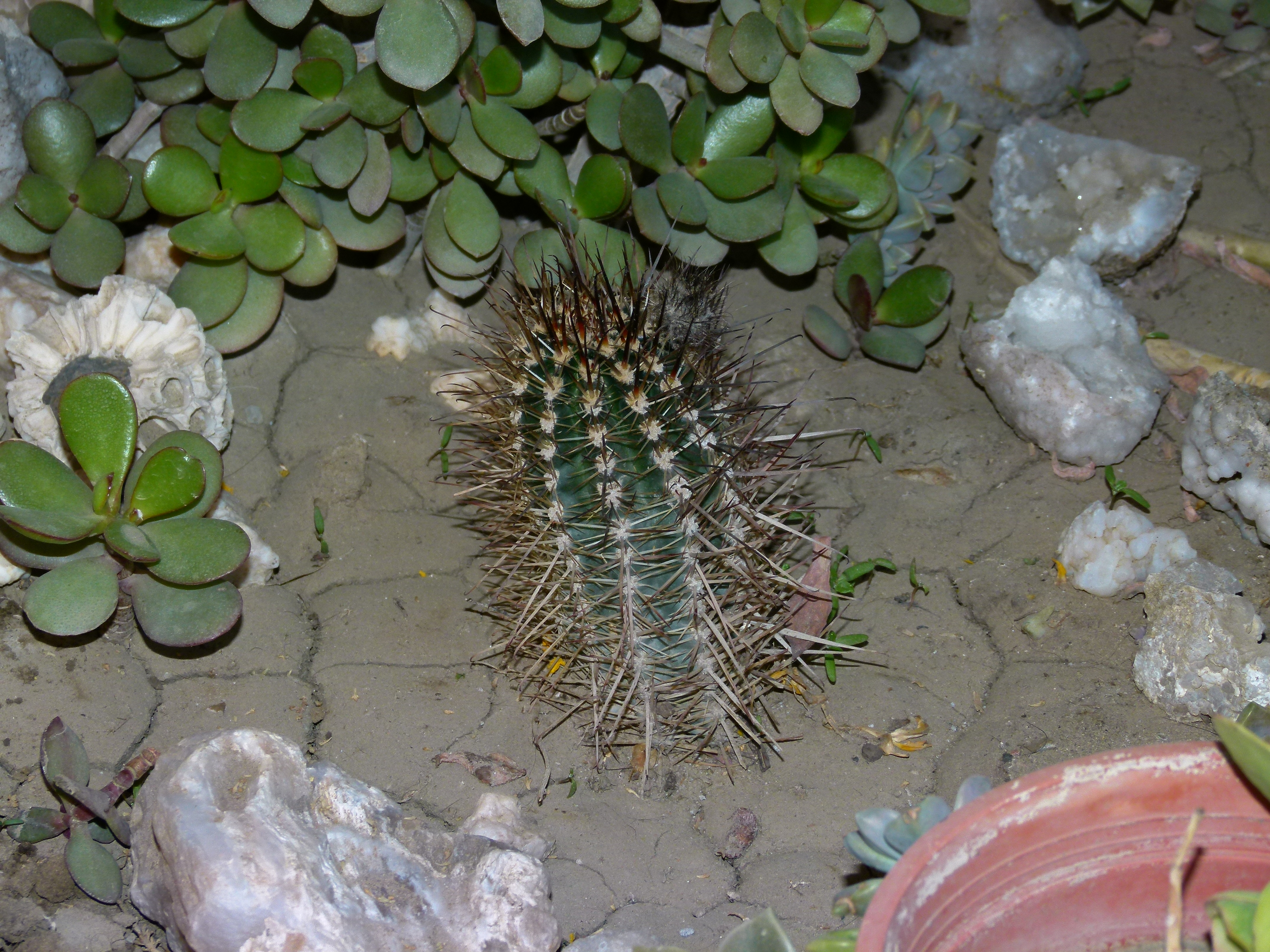